# Kościół św. Floriana w Spóroku
Kościół św. Floriana – rzymskokatolicki kościół filialny położony przy ulicy Bolesława Chrobrego 42 w Spóroku. Kościół należy do parafii św. Małgorzaty Męczennicy w Krasiejowie w dekanacie Ozimek w diecezji opolskiej.

## Historia kościoła
Kościół w Spóroku, to przebudowana na świątynię sala wiejska i bar. Prace remontowe rozpoczęto w grudniu 1981 roku, a pierwsza msza święta odbyła się 21 marca 1982 roku.